# Savoia (regió)

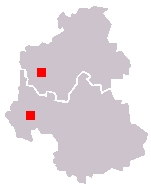
Mapa de la Savoia

Escut de la Savoia

La Savoia (en francès Savoie, en francoprovençal Savouè) és un antic estat europeu situada a l'angle nord-oest dels Alps que fou incorporada a França el 1860. Antigament era anomenada Sapaudia, fou dividit en sis regions històriques i durant l'edat mitjana formà part del comtat de Savoia (segle xi) i des del 1416 del ducat de Savoia.

## Toponímia
El nom «Savoia» ve de l'antic territori de Sapaudia (del llatí Sapaudia, vers 354), que significa "bosc de pins" o "terra d'arbres", del gal sapo- avet (dial. sap) i «vidiā», «bosc», de «vidu»- «arbre, bosc» (cf. v. irlandès «fid, fedo», «bosc»; v. bretó «guid, gwez», «arbres»). Es comparen els noms de les persones gals «Sapauidus, Sapaudus» i el gal·lès «sybwydd», «pi». El nom evolucionà a Sabaudia, Sabogla. Es fa menció al final del segle iv de la Sapaudia a les Res Gestae d'Ammià Marcel·lí, i en el segle v a la Notitia Dignitatum i a la Chronica Gallica de 511. Hi ha testimoni del nom en llatí medieval del segle xi Savogia, ager Savogensis, fins a Saboia, Savogia i Savoie, producte de l'evolució fonètica regular.

## Geografia

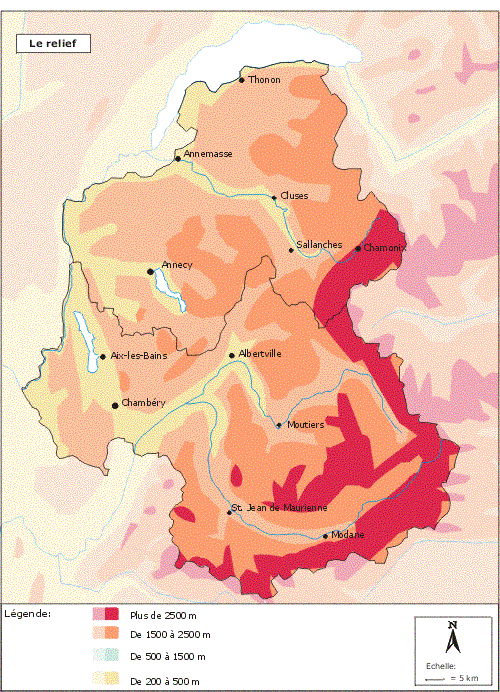
El relleu de Savoia

La Savoia forma un «bloc sòlid, una mena de tronc d'arbre allargat de Nord a Sud sobre 145 km} i inflat d'est a oest més d'un centenar, sobre una superfície un xic superior a 10.000 km²». Aquest territori compacte ofereix paisatges variats, marcats per l'empremta alpina, dels Prealps, les terres baixes i els Alps nevats, connectades per grans valls intra-alpines. Aquestes últimes són l'origen del tall interprovincial. Limita amb el llac Léman al nord, el massís de la Chartreuse, al sud-oest, els rius Roine i Guiers, a l'oest, els municipis de Les Marches i Le Pont-de-Beauvoisin, al sud, fronterers amb el Delfinat, i d'est a sud la cresta dels alps: el massís del Chablais, massís del Mont Blanc, col del Petit-Saint-Bernard, col de l'Iseran, col del Mont-Cenis, massís de les Arves i Belledonne.
Hom pot distingir quatre tipus de regions naturals a la Savoia:
- En primer lloc, provinent de França, el rerepaís alpí (Rerepaís savoià, Chautagne) constituït de plecs jurassians, precedint una plana formada per les molasses jurassianes (Val du Bourget i llac del Bourget, Val d'Yenne, Albanais, Semine, baix genevois). Un riu, el Roine, creua aquest paisatge monòton. Se li uneixen diversos rius, encaixats dins el relleu,[6] com, al Sud, el Guiers, després el Fier i el seu afluent el Chéran, més al nord, Les Usses.
- Després, procedents dels prealps francesos amb els massissos autònoms, d'alçària mitjana, separats entre ells per cluses i els Alps pel sillon alpin. De Nord a Sud, el Chablais (núm. 1 al mapa); els Bornes (núm. 4); les Aravis (n°5); les Bauges (núm. 6).[7]

Hi ha nombroses rius tallant les vessants muntanyenques: les Dranses al Chablais; el Giffre; el Borne al massís homònim; el Chéran i el Guiers.
- Aquests massissos són separats per grans valls transversals, a vegades anomenats en llibres antics "vestibuls de muntanyes":[8] la vall de l'Arve de Chamonix a Ginebra, anomenada Faucigny i la cluse de Cluses; el Genevois puntua per la cluse d'Annecy i el seu llac, les cluses de Faverges i d'Ugine abans de reunir-se a la Comba de Savoia, part integrant del sillon alpin, on desemboca la vall de l'Isèra, anomenada Tarentaise; a aquesta última se li uneix l'Arc procedent de la Maurienne; al final, el sillon continua pel Dalfinat i se li uneix per la cluse de Chambéry.
- Finalment, els Alpes, grans massissos cristal·lins, que es poden dividir en subgrups : massís del Mont Blanc, massís del Beaufortain, massís de la Lauzière i Vanoise.

Pel que als rius, el principal curs d'aigua és el Roine, que desemboca a la Mediterrània. El Guiers, al rerepaís savoià, s'uneix al Roine vora Saint-Genix-sur-Guiers; l'Isèra travessa la Tarentaise i la Savoie Ducal, després s'uneix al Roine i els seus afluents són el doron de Bozel, l'Arly i el doron de Beaufort. L'Arc travessa tota la Maurienne abans d'unir-se a l'Isèra a Aiton. L'Arve travessa la Faucigny i s'uneix al Roine a 1 kilomètre abans d'arribar al llac Léman. La Leysse travessa Chambéry fins al Llac del Bourget i s'uneix al Roine a Chanaz. I el Gelon neix a Mont Gilbert, travesse La Rochette, flueix al llarg de la vall del Gelon per a unir-se al riu Isèra vora de Bourgneuf.

## Demografia
D'acord amb les dades de l'INSEE, la Savoia tenia 1,096 milions d'habitants el 2007.
| Ducat de Savoia | 346.386 | 441.091 | 422.306 | 499.368 | 533.817 | 582.294 | 542.258 |
| Font : Xifres citades pp.127-129 a André Palluel-Guillard, SORREL (C), FLEURY (A), LOUP (J), La Savoie de la Révolution à nos jours, XIX-XXe, 1986, Tome IV, coll. Histoire de la Savoie, LEGUAY (JP (sous la dir.), Ed. Ouest France |         |         |         |         |         |         |         |

| Savoia                                                                                             | 259.181 | 237.447 | 226.053 | 305.109 | 348.261 | 373.350   | 403.500   |
| Alta Savoia                                                                                        | 255.883 | 247.492 | 263.345 | 447.794 | 568.286 | 631.963   | 693.000   |
| País de Savoia                                                                                     | 515.764 | 484.939 | 489.398 | 752.903 | 916.547 | 1.005.313 | 1.096.500 |
| Font : INSEE/ Hebdo Eco des Pays de Savoie (1998), «Dossier Explosion démographique des 2 Savoie » |         |         |         |         |         |           |           |

La densitat del territori és de 100,3 hab/km² amb una forta diferència entre el departement de la Savoia (66,9 hab / km²) i l'Alta Savoia (157,9 hab / km²).

## Urbanització
La Savoia comparteix l'espai econòmic i demogràfic del sillon alpin, situat entre Grenoble/Valença i Ginebra. La urbanització ha arribat a un estadi de desenvolupament gairebé màxim a causa del relleu de la zona. El teixit urbà es localitza principalment als fons de les grans valls alpines (el sillon) i intra-alpines (Maurienne, Tarentaise, vall de l'Arve).
La taxa d'urbanització és superior al 70%.
Les àrees urbanes savoianes són:
|    | Àrea urbana                    | Població (2006) |
| -- | ------------------------------ | --------------- |
| 1  | Ginebra-Annemasse              | 217.336         |
| 2  | Annecy                         | 139.693         |
| 3  | Chambéry                       | 125.974         |
| 4  | Thonon-les-Bains               | 70.154          |
| 5  | Cluses                         | 61.109          |
| 6  | Sallanches-Chamonix-Mont Blanc | 60.234          |
| 7  | Aix-les-Bains                  | 54.409          |
| 8  | Albertville                    | 43.225          |
| 9  | Rumilly                        | 25.728          |
| 10 | Bourg-Saint-Maurice            | 16.708          |
| 11 | Saint-Jean-de-Maurienne        | 11.889          |

## Història
La història de Savoia correspon al lloc que ocupen les províncies de Maurienne, lloc de naixement de la Casa de Savoia en el segle xi, així com les de Savoia Ducal, la Tarentaise, el Chablais, el Faucigny i el Genevois a Europa.
El territori forma una veritable cruïlla estratègica europea, la clau de la qual consisteix en el control dels ports de muntanya, els amos de la Sapàudia van obtenir el títol ducal el 1416, convertint les seves possessions en el ducat de Savoia. Amb la seva estratègia política, els Savoia ampliaren el seu territori per a formar els estats de Savoia, i el seu poder al si de les cases reials d'Europa augmentaren amb l'adquisició del títol de rei de Sicília de 1713 a 1720, i posteriorment el de rei de Sardenya el 1720.
| Província    | Data d'integració al Ducat de Savoia | Capital històrica            |
| ------------ | ------------------------------------ | ---------------------------- |
| Savoia ducal | Inici s. XI                          | Montmélian, després Chambéry |
| Maurienne    | Inici s. XI                          | Saint-Jean-de-Maurienne      |
| Tarentaise   | Inici s. XI                          | Moûtiers                     |
| Genevois     | 1401                                 | Annecy                       |
| Faucigny     | 1355                                 | Cluses després Bonneville    |
| Chablais     | Inici s. XI                          | Thonon-les-Bains             |

Arran del Tractat de Torí de 1860, el ducat de Savoia fou "reunit" o annexat a la França, que la va dividir en dos departaments: la Savoia i l'Alta Savoia.